# Liste des lieux de culte à Košice
Cet article recense les lieux de culte des différentes religions sur la ville de Košice en Slovaquie.

## Christianisme
| Nom                                                        | Nom slovaque                                          | Année de construction | Culte              | Quartier            | Coordonnées | Image | Remarque |
| ---------------------------------------------------------- | ----------------------------------------------------- | --- | ------------------ | ------------------- | ----------- | ----- | -------- |
| Église des dominicains - Assumption de la vièrge marie     | Dominikánsky kostol - Nanebovzatia Panny Márie        | fin du XIIIe siècle, première mention écrite en 1303, modification baroque 1701-1741                                         | Catholique         | Staré Mesto         |             |       |          |
| Cathédrale Sainte-Elisabeth                                | Dóm svätej Alžbety                                    | 1380 - 1508 restauration 1877-1896                                                                                           | Catholique         | Staré Mesto         |             |       |          |
| Chapelle Saint-Michel                                      | Kaplnka svätého Michala                               | Seconde moitié du XIVe siècle                                                                                                | Catholique         | Staré Mesto         |             |       |          |
| Église des francisquains - Saint-Antoine-de-Padue          | Františkánsky kostol - Svätého Antona Paduánskeho     | 1405 | Catholique         | Staré Mesto         |             |       |          |
| Église des prémontrés - Sainte-Trinité                     | Premonštrátny kostol - Svätej Trojice                 | 1671-1681 | Catholique         | Staré Mesto         |             |       |          |
| Église des ursulines - Saint-Michel-Archange               | Uršulínsky kostol - Svätého Michala archanjela        | 1652-1655 | Catholique         | Staré Mesto         |             |       |          |
| Église du Saint-Esprit                                     | Kostol svätého Ducha                                  | 1730-1733 | Catholique         | Juh                 |             |       |          |
| Église calviniste                                          | Kalvínsky kostol                                      | 1805-1811 | Calviniste         | Staré Mesto         |             |       |          |
| Chapelle Sainte-Rosalie                                    | Morová kaplnka svätej Rozálie                         | 1707-1711 | Catholique         | Staré Mesto         |             |       |          |
| Église des Sept Douleur de la Vierge Marie                 | Kostol Sedembolestnej Panny Márie na Kalvárii         | 1742-1758 | Catholique         | Sever               |             |       |          |
| Église luthérienne                                         | Evanjelický kostol                                    | 1804-1816 | Luthérien          | Staré Mesto         |             |       |          |
| Temple de la Naissance de la Sainte Mère de Dieu de Košice | Gréckokatolícky chrám Narodenia presvätej Bohorodičky | | Grecque-catholique | Staré Mesto         |             |       |          |
| Église du Sacré-Cœur de Jesus                              | Kostol Božského srdca Ježišovho                       | 1937 | Catholique         | Staré Mesto         |             |       |          |
| Église du Christ roi                                       | Kostol Krista kráľa                                   | 1936-1938 | Catholique         | Staré Mesto         |             |       |          |
| Église de la Reine de la paix                              | Kostol Kráľovnej pokoja                               | | Catholique         | Juh                 |             |       |          |
| Église Saint-Ladislav                                      | Kostol sv.Ladislava                                   | XIIIe siècle, première mention écrite en 1297, rénovation en 1925.                                                           | Catholique         | Košická Nová Ves    |             |       |          |
| Église Saint-Michel de Kožuchovce                          | Kostol svätého Michala z Kožuchoviec                  | 1741 | Catholique         | Staré mesto         |             |       |          |
| Église des Saints-Martyrs de Kosice                        | Kostol Svätých košických mučeníkov                    | 1995 | Catholique         | Nad jazerom         |             |       |          |
| Église Saint-André                                         | Kostol svätého Ondreja                                | 1997 | Catholique         | Sever               |             |       |          |
| Église Saint-Gorazd et compagnons                          | Kostol svätého Gorazda a spoločníkov                  | 1999 | Catholique         | Západ               |             |       |          |
| Temple catholique grecque de l'esprit de Dieu              | Gréckokatolícky chrám Božej Múdrosti                  | 2003 | Grecque-catholique | Dargovských Hrdinov |             |       |          |
| Temple catholique grecque des Saints-Pierre-et-Paul        | Gréckokatolícky chrám svätého Petra a Pavla           | | Grecque-catholique | Západ               |             |       |          |
| Église de la Sainte-Famille                                | Kostol Svätej Rodiny                                  | 2006-2007 | Catholique         | Dargovských Hrdinov |             |       |          |
| Église de la Miséricorde divine                            | Kostol Božieho Milosrdenstva                          | 2011 | Catholique         | Sídlisko KVP        |             |       |          |
| Église Saint-Jean-Baptiste                                 | Kostol svätého Jána Krstiteľa                         | Seconde moitié du XIIIe siècle, modifications aux XVe siècleXVIe siècleXVIIIe siècleXIXe siècle, reconstruction en 1992-1997 | Catholique         | Šebastovce          |             |       |          |
| Église de l'Assumption                                     | Kostol Nanebovzatia Panny Márie                       | XIIIe siècle, première mention écrite en 1275                                                                                | Catholique         | Šaca                |             |       |          |
| Église des Saints-Pierre-et-Paul                           | Kostol svätého Petra a Pavla                          | XIVe siècle, modifications aux XIXe et XXe siècles                                                                           | Catholique         | Barca               |             |       |          |
| Église des Saints-Pierre-et-Paul                           | Kostol svätého Petra a Pavla                          | 1783 | Catholique         | Kavečany            |             |       |          |
| Église Saint-Bartolomé                                     | Kostol svätého Bartolomeja                            | 1778-1792 | Catholique         | Myslava             |             |       |          |
| Église calviniste                                          | Kalvínsky kostol                                      | 1794-1795 | Calviniste         | Barca               |             |       |          |
| Église Saint-Michel-Archange                               | Kostol svätého Michala Archanjela                     | 1822 | Catholique         | Poľov               |             |       |          |
| Église du Sacré-Cœur de Jesus                              | Kostol Najsvätejšieho Srdca Ježišovho                 | 1850 | Catholique         | Vyšné Opátske       |             |       |          |
| Église Sainte-Anne                                         | Kostol svätej Anny                                    | 1850 | Catholique         | Ťahanovce           |             |       |          |
| Église calviniste de Šaca                                  | Kalvínsky kostol v Šaci                               | | Calviniste         | Šaca                |             |       |          |
| Église Saint-Laurent                                       | Kostol svätého Vavrinca                               | 1932 | Catholique         | Lorinčík            |             |       |          |
| Église des Saints-Cyrille-et-Méthode                       | Kostol svätého Cyrila a Metoda                        | 1934-1935 | Catholique         | Krásna nad Hornádom |             |       |          |
| Église de la Sainte-Trinité                                | Kostol Najsvätejšej Trojice                           | 2001 | Catholique         | Pereš\|             |             |       |          |

## Judaïsme
| Nom                                    | Nom slovaque                          | Année de construction | Culte          | Quartier    | Coordonnées | Image | Remarque                                             |
| -------------------------------------- | ------------------------------------- | --------------------- | -------------- | ----------- | ----------- | ----- | ---------------------------------------------------- |
| Nouvelle synagogue orthodoxe de Košice | Nová ortodoxná synagóga v Košiciach   | 1927                  | Juif oxthodoxe | Staré mesto |             |       |                                                      |
| Ancienne synagogue orthodoxe de Košice | Stará ortodoxná synagóga v Košiciach  |                       | Juif orthodoxe | Staré mesto |             |       |                                                      |
| Ancienne synagogue néologue de Košice  | Stará neologická synagóga v Košiciach |                       | Juif néologue  | Staré mesto |             |       | Détruite                                             |
| Nouvelle synagogue néologue de Košice  | Nová neologická synagóga v Košiciach  |                       | Juif néologue  | Staré mesto |             |       | Abrite actuellement la Philharmonie d'État de Košice |